# Бромид вольфрама(VI)
Бромид вольфрама(VI) — неорганическое соединение, соль металла вольфрама и бромистоводородной кислоты с формулой WBr6, тёмно-синие кристаллы, реагирует с водой.

## Получение
- Реакция вольфрама и брома:

{\displaystyle {\mathsf {W+3Br_{2}\ {\xrightarrow {600^{o}C}}\ WBr_{6}}}}

## Физические свойства
Бромид вольфрама(VI) образует тёмно-синие кристаллы, дымит на воздухе.
Растворяется в органических растворителях.

## Химические свойства
- Реагирует с водой:

{\displaystyle {\mathsf {WBr_{6}+3H_{2}O\ {\xrightarrow {}}\ WO_{3}\downarrow +6HBr}}}
- Реагирует с бромидом основания Миллона с образованием трибромонитрида состава Br3W≡N:

{\displaystyle {\mathsf {WBr_{6}+[Hg_{2}N]Br\ {\xrightarrow {}}\ Br_{3}WN+2HgBr_{2}}}}